# І планета вибухнула...
«І планета вибухнула…» (фр. Et la planète sauta...) — науково-фантастичний роман Б. Р. Брюсса, опублікований у 1946 році.
Написаний невдовзі після бомбардування Хіросіми, роман слугує очевидним попередженням про небезпеку знищення нашої планети атомною зброєю.

## Сюжет
Два молоді археологи відкривають метеорит, що впав посередині поля в Солоні. Усередині простого каменя виявляється скринька, що містить кілька речей, у тому числі рукопис, який науковці зразу ж приймаються розшифровувати. Після двадцятирічних зусиль їм вдається перекласти текст, що виявляється твором декого Морара (Morar), жителя іншої планети. Рукопис оповідає історію Рами (Rhama), п'ятої планети Сонячної системи, що розташовувалася між Марсом і Юпітером.
З розповіді Морара дослідники дізнаються про винахід ним ядерної зброї і як наслідок того — знищення планети.